# Природоматематическа гимназия „Иван Вазов“ (Добрич)
Природоматематическа гимназия „Иван Вазов“ е гимназия в град Добрич, тя се финансира от бюджета на Общински съвет – град Добрич. Разположена е на адрес: булевард „Трети март“ № 1.

## История
Училището наследява създадената през 1923 г. Девическа гимназия – частно средно учебно заведение и втора политехническа гимназия. През 1972 г. става природоматематическа гимназия, чрез създаване на паралелки със засилено изучаване на определени дисциплини. Предложението за създаване на три математически и една физическа паралелка е в истинския смисъл новаторско, защото разчупва унификацията за общообразователната подготовка в горен курс. Една година по-късно се създават профилирани паралелки по биология, последвани от такива по химия, география и информатика. През учебната 1988/1989 г. е въведен подготвителен клас със засилено изучаване на английски език.